# 砂拉越拉惹
砂拉越拉惹又稱白人拉惹是指砂拉越王國的君主稱號，他們從1842年開始統治砂拉越至1946年。開國君主是詹姆斯·布鲁克。1946年末代君主將砂拉越割讓給英國從此布魯克王朝統治結束。

## 歷任拉惹
| 1 | 詹姆斯·布鲁克 James Brooke |  | 1842年8月18日 - 1868年6月11日 | 獲汶萊蘇丹奧瑪阿里賽義夫汀二世委任為拉惹           |
| 2 | 查尔斯·布洛克              |  | 1868年8月3日 - 1917年5月17日  | 在位期間砂拉越成為英國保護國                       |
| 3 | 查尔斯·温纳·布洛克         |  | 1917年5月24日 - 1942年4月1日  | 二戰日本攻佔砂撈越，期間失去對砂拉越的統治         |
| 1942年4月1日至1945年8月15日日本佔領砂拉越 （日治婆羅洲由日治婆羅洲最高指揮官治理，查爾斯僅為日本扶持的傀儡） |                            |  |                               |                                                    |
| 復辟 | 查尔斯·温纳·布洛克         |  | 1945年8月15日 - 1946年7月1日  | 在位期間將砂拉越治權交至英國，結束砂拉越王國的統治 |